# Gricourt
Gricourt é uma comuna francesa na região administrativa de Altos da França, no departamento de Aisne. Estende-se por uma área de 9,92 km². Em 2010 a comuna tinha 992 habitantes (densidade: 100 hab./km²).